# Giuseppe Antonio Sassi
Pour les articles homonymes, voir Saxius.
Giuseppe Antonio Sassi, en latin Saxius (1675-1751), est un savant italien.

## Biographie
Giuseppe Antonio Sassi naquit le 28 février 1675, à Milan, d’une famille patricienne. Après avoir terminé ses études, il entra dans la congrégation des Oblats et y professa les belles-lettres. Reçu docteur au collège ambrosien, il en fut nommé recteur en 1711 et conservateur de la célèbre bibliothèque fondée par le cardinal Federico Borromeo. Sassi prit une part active aux entreprises littéraires les plus importantes. Il concourut à la publication du Rerum Italicarum scriptores de Muratori, et indépendamment d’un grand nombre de notes et de dissertations qu’il remit au savant éditeur, il lui fournit des copies, collationnées sur les manuscrits de la bibliothèque ambrosienne, de l’Histoire des Goths de Jordanès, des Chroniques de Landulphe le jeune, de la ville de Lodi (par Morena) de Romuald, archevêque de Salerne, de la Vie de Dulcini, hérésiarque novarais, et de l’Histoire des Visconti, par Fiamma. Il revit également et enrichit de notes l’histoire du royaume d’Italie (De regno Italiæ), par Sigonius, et l’inséra dans le deuxième volume de l’édition complète des œuvres de ce savant. L’objet le plus constant des travaux de Sassi fut l’histoire ecclésiastique et littéraire du Milanais. Il trouva cependant le loisir de donner une bonne édition des œuvres de St-Charles Borromée. Il préparait un grand ouvrage sur l’histoire des archevêques de Milan, quand il mourut dans cette ville le 21 avril 1751.

## Œuvres
- Epistola apologetica pro identitate corporis S. Augustini reperti in Confessione S. Petri in cœlo aureo Papiæ, ann. 1695, Milan, in-fol. ;
- Dissertatio apologetica ad vindicand. Mediolano corporum SS. Gervasii et Protasii martyrum possessionem, ibid., 1708, in-8°. L’auteur y combat l’opinion des PP. Mabillon et Papenbroeck, de Tillemont, Bacchini, etc., qui prétendaient que les reliques de ces saints martyrs étaient à Brisach. Le P. Papenbroeck reconnut sa méprise et se rétracta dans le volume du supplément aux Actes des saints du mois de juin.
- De studiis litterariis Mediolanensium antiquis et novis prodromus, ibid., 1729, in-8°. Cet ouvrage savant et curieux contient l’histoire des écoles, des collèges, des académies et autres établissements littéraires du Milanais depuis les temps les plus reculés. Sassi prétend (ch. 2) que la bibliothèque publique fondée par Pline le Jeune ne put l’être qu’à Milan, et que cette ville possédait dès le 2e siècle une collection de livres formée par ses premiers évêques ; mais Tiraboschi ne trouve pas bien concluantes les preuves qu’il apporte à l’appui de cette opinion (voy. la Storia della letterat. italiana, t. 2, p. 371).
- Epistola pro vindicanda formula in Ambrosiano canone ad missæ sacrum præscripta : Corpus tuum frangitur, Christe, ibid., 1731, in-8° (voy. le Journal des savants de 1732, p. 555). Cette lettre a été reproduite, en 1737, par le P. Calogerà, dans le tome 14 de sa Raccolta. 5° Dissertatio historica ad vindicandam veritatem contra allegata ad concordiam in causa præcedentiæ ; in qua antiqua Ambrosianæ ecclesiæ disciplina, et metropolitani Mediolanensis dignitas illustrantur, ibid., 1731, in-4° ;
- Historia litterario-typographica Mediolanensis, 1745, in-fol. Cet ouvrage est l’introduction à l’histoire des écrivains du Milanais d'Argelati. Le savant auteur l’a fait précéder de son essai sur les établissements littéraires, anciens et modernes, de la ville de Milan, dont on a déjà parlé. Après avoir traité de l’introduction de l’art typographique à Milan et de ses premiers imprimeurs, il donne une notice étendue sur les savants du Milanais au 15e siècle, avec l’indication de leurs ouvrages conservés parmi les manuscrits de la bibliothèque ambrosienne. On trouve ensuite le recueil des épîtres dédicatoires ou des lettres préliminaires et enfin le catalogue chronologique des ouvrages imprimés à Milan depuis 1463 à 1500. Sassi ne néglige rien pour prouver que l’imprimerie fut établie à Milan en 1463, il s’appuie sur l’édition de l’Historiæ Augustæ scriptores, citée par Saumaise avec cette date ; mais l’on sait que ce recueil ne fut imprimé pour la première fois qu’en 1475, et l’on ne connaît aucun ouvrage, avec date certaine, sorti des presses de cette ville avant 1469[1] (voy. l’Essai sur l’origine de l’imprimerie, par La Serna Santander, p. 209).
- Vindiciæ de adventu Mediolanum S. Barnabæ apostoli, contra nonnullos recentioris ætatis scriptores. Prodromus ad Commentaria ritus Ambrosiani, ibid., 1748, in-8° ;
- Archiepiscoporum mediolanensium series historico-chronologica ad criticæ leges et veterum monumentor. fidem illustrata, ibid., 1755, 3 vol. in-4°. Ce savant ouvrage est précédé de la vie de l’auteur, par Th. Oltrocchi.